# Arrigo Minerbi

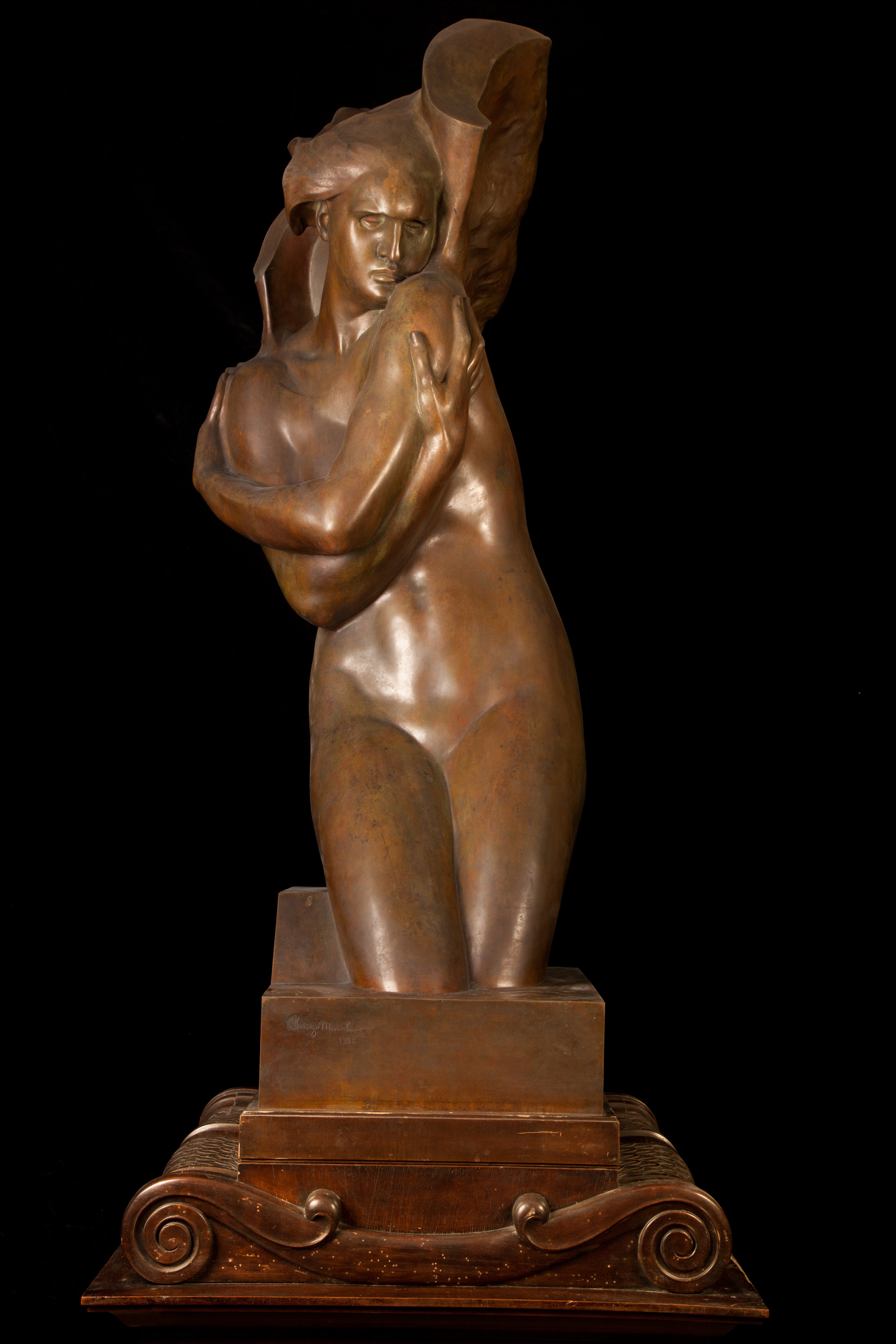
Arrigo Minerbi
La Vittoria del Piave, 1921
Museo Nazionale della Scienza e della Tecnologia Leonardo da Vinci, Milano

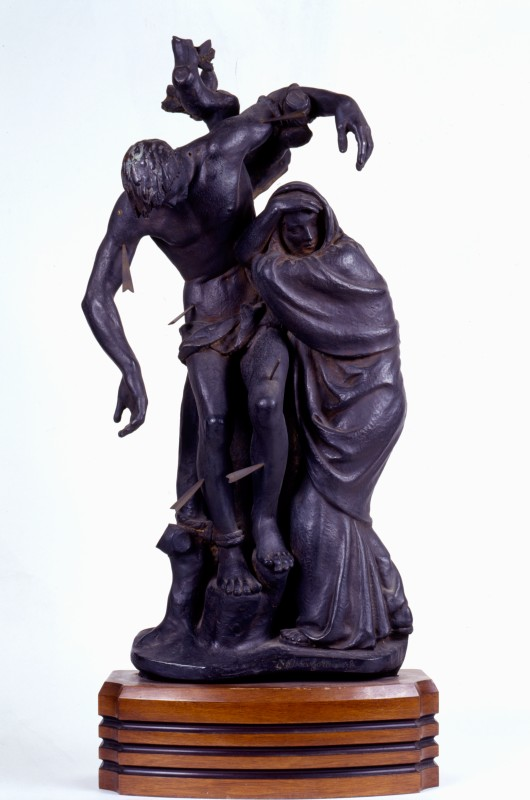
San Sebastiano, 1955 ca. (Fondazione Cariplo)

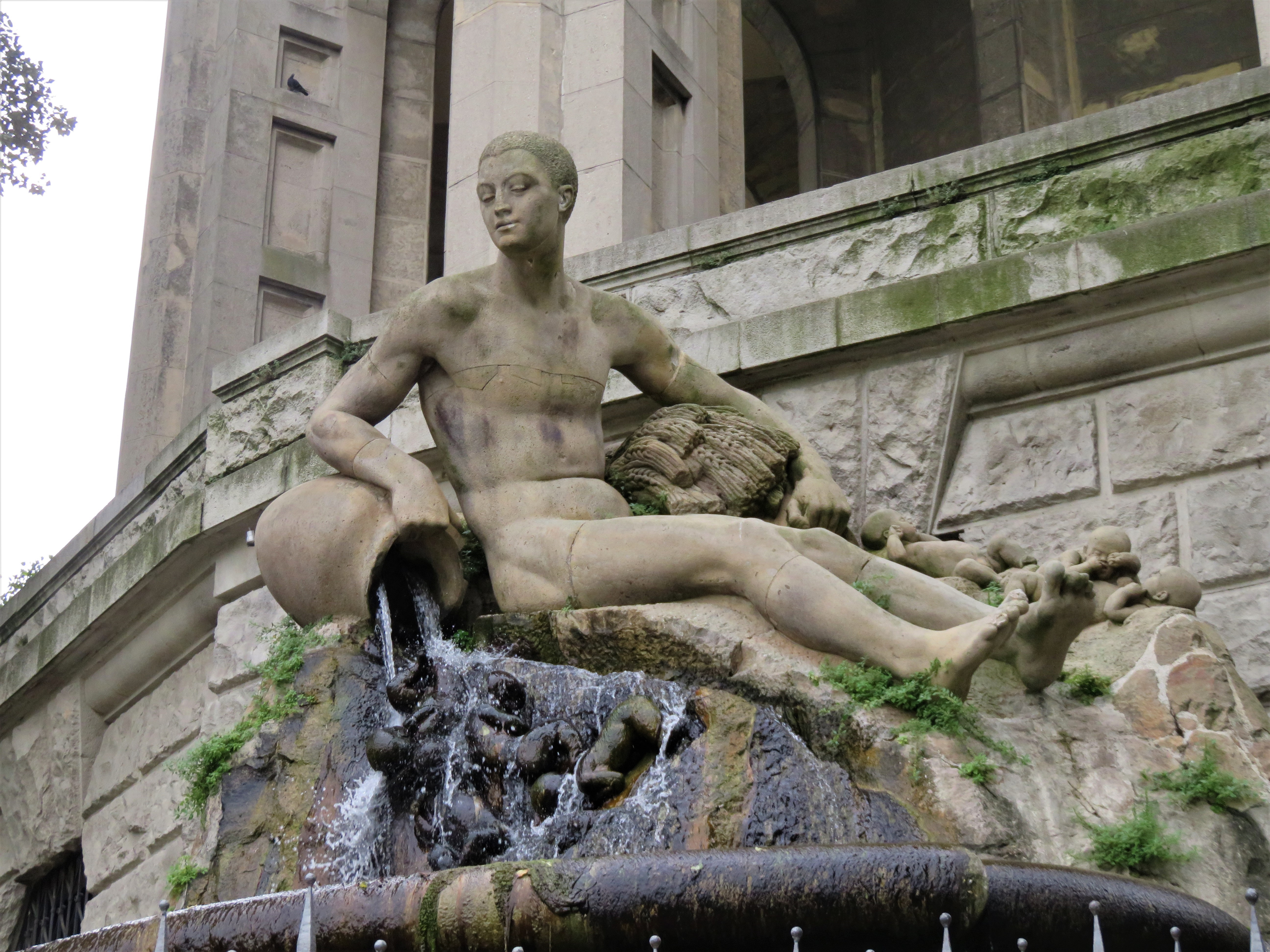
Il Po e i suoi affluenti (1932). Fontana realizzata in cemento armato per l'acquedotto monumentale di Ferrara in piazza XXIV Maggio.

Arrigo Minerbi (Ferrara, 10 febbraio 1881 – Padova, 9 maggio 1960) è stato uno scultore italiano.

## Biografia
Nato da famiglia ebraica, sotto la guida dello scultore Luigi Legnani frequentò un corso d'Arti e Mestieri a Ferrara presso la scuola Dosso Dossi. Lavorò come ceramista, decoratore, formatore e stuccatore a Ferrara, a Firenze (dove si perfezionò presso l'Accademia di belle arti) e a Genova (di questo periodo sono da ricordare un gigantesco Nettuno in ferro e cemento del 1910 a Monterosso al Mare ed alcune fontane a Genova). Nello stesso periodo eseguì le decorazioni a stucco per il nuovo bar Parisina a Ferrara, su progetto dell'architetto Augusto Grossi. Ormai trentacinquenne, si trasferì a Milano dove, nel 1919, si rivelò alla critica e al pubblico con una mostra personale alla Galleria Pesaro.
Dopo la mostra milanese, il successo si rinnovò nel 1920 alla Regionale di Ferrara e, nel 1921, nuovamente a Milano. Nel 1922 Minerbi espose alla Primaverile Fiorentina e successivamente, da invitato, alla Biennale di Venezia dove espose L'Ultima Cena (o Cenacolo) (1930) gruppo in argento a in proporzioni due terzi del vero, dal 1950 collocato nella cattedrale di Oslo a seguito di un generoso lascito. Per appagare le numerose committenze, Minerbi si vide costretto a richiedere la collaborazione di vari scultori, privilegiando soprattutto quelli di origine ferrarese, tra i quali Marco Bisi (figlio dell'artista Adriana Bisi Fabbri), Giuseppe Virgili e Gino Colognesi. Dopo la guerra, fu la volta dello scultore bergamasco Piero Brolis.
Il 14 giugno 1925 fu inaugurato nel Parco delle Rimembranze a Bondeno, La Madre, monumento ai caduti della prima guerra mondiale per il quale Minerbi fu poi insignito della cittadinanza onoraria del comune. In seguito alla promulgazione delle leggi razziali nel 1938, l'onorificenza gli fu revocata e nuovamente riconosciuta solo nel 2004.
Artista prediletto di Gabriele D'Annunzio, che l'ebbe amico e di cui eseguì nel 1938 la maschera mortuaria in marmo, per lui realizzò il ritratto della madre Luisa (oltre al monumento funebre collocato nella Cattedrale di San Cetteo a Pescara) ed il busto di Eleonora Duse entrambi esposti al Vittoriale degli Italiani di Gardone Riviera. Sempre al Vittoriale si trova una fusione in bronzo della Vittoria del Piave, donata nel 1935 dal Comune di Milano a D'Annunzio. Di quest'opera si conoscono altre copie precedenti, una del 1923, destinata al Monumento ai caduti di Cuggiono (Milano) e un'altra del 1928 per la Torre della Vittoria a Ferrara.
Nel 1937 gli fu commissionata dall'arcivescovo di Milano Schuster la prima, da sinistra, delle cinque porte bronzee del duomo di Milano (sul tema de L'editto di Costantino). La porta fu completata solo nel 1948 poiché lo scultore, per sottrarsi alle conseguenze delle leggi antisemite, fu costretto a nascondersi a Gavazzana, in provincia di Alessandria, nella casa paterna di don Carlo Sterpi (poi divenuta museo), e a Roma nel collegio orionino San Filippo Neri.
Nel secondo dopoguerra, Minerbi operò soprattutto per chiese e cimiteri di rito cattolico (a Milano, Roma, Rapallo, Piacenza, Padova, Copparo), prendendo infine la decisione di farsi battezzare nell'aprile 1958 a Milano presso la chiesa di S. Alessandro, verosimilmente su suggerimento della moglie Malvina Benini, fervente cattolica, che aveva sposato a Ferrara nel 1905.
Morì dopo un intervento chirurgico in una clinica di Padova il 9 maggio 1960.

## Opere
- Statua di Nettuno o del Gigante (1910 a Monterosso al Mare)
- Monumento Bolaffio Pincherle (1913, nella Certosa di Bologna)
- Autoritratto (1914, bronzo, Galleria dell'Autoritratto a Firenze; marmo, Galleria d'Arte Moderna a Ferrara)
- Il Soldato (busto di Cesare Battisti, 1917, Fondazione Museo Storico del Trentino a Trento)
- L'Apostolo (busto di Cesare Battisti, 1917, Fondazione Museo Storico del Trentino a Trento)
- Il Martire (busto di Cesare Battisti, 1917, Fondazione Museo Storico del Trentino a Trento)
- La Vittoria del Piave (in totale 5 esemplari, tra i quali in bronzo: Monumento ai Caduti di Cuggiono, Torre della Vittoria a Ferrara, Vittoriale degli Italiani a Gardone Riviera, fusione in bronzo donata da Guido Ucelli ed un'altra in marmo donata da Guido Rossi, quest'ultime due al Museo Nazionale della Scienza e della Tecnologia di Milano)
- Annunciata, marmo (1920, Duomo di Portogruaro)
- Monumento ai Medici Italiani Caduti in Guerra (1924, Chiostro della Sanità Militare a Firenze)
- La Madre, monumento ai Caduti (1925, Bondeno)
- Monumento a Renato Del Mar caduto in guerra a 22 anni nel 1916 (1926, Cimitero monumentale di Milano, Riparto Israelitico, campo 4 giardino 29-30-31)
- Mattino di Primavera (1919, Galleria d'Arte Moderna a Roma)
- San Francesco che predica agli uccelli (1925-1927, Tomba Cusini, Cimitero Monumentale a Milano)
- L'Ultima Cena (1930, gruppo in argento, Cattedrale di Oslo)
- Luisa (1937, busto della madre di Gabriele D'Annunzio, Vittoriale degli Italiani a Gardone Riviera)
- Eleonora Duse (busto, Vittoriale degli Italiani a Gardone Riviers)
- Allegoria de il Po e i suoi affluenti (1932, Acquedotto di Ferrara)
- Madonna, busto in marmo (1936, Ro Ferrarese, Fondazione Cavallini-Sgarbi)[7]
- Arca di Luisa D'Annunzio (1939, Cattedrale di San Cetteo a Pescara)
- L'Assunta (1940, Chiesa delle Grazie, Milano)
- La Porta dell'editto di Costantino (1948, Duomo di Milano)
- busto processionale di San Cetteo (1951, Cattedrale di Pescara), trafugato negli anni '80 e sostituito da una copia
- Don Orione morente (1941, Milano, Piccolo Cottolengo)
- La Madonna Regina dell'Universo (1953, quattro esemplari in bronzo: si trovano a Copparo; Milano e Terracina, quest'ultima poi inviata in Argentina, la quarta è stata donata dallo stesso Minerbi a Papa Pio XII in occasione di un'udienza a Castel Gandolfo)[8]
- Madonna Salus Populi Romani (con la collaborazione di Piero Brolis, 1953, Roma – Monte Mario)
- copia del precedente (1954, East Boston – Don Orione Shrine).
- bassorilievi del pulpito (1956) e Madonna dormiente (1958) (Chiesa di Santa Maria di Lourdes, Milano[9])